# Wilhelm Wagner (Geologe)
Wilhelm Heinrich Martin Wagner  (* 1. August 1884 in Straßburg; † 21. November 1970 in Darmstadt) war ein deutscher Geologe.

## Leben
Wagner wurde 1884 als Sohn des evangelischen Eisenbahnbetriebssekretärs Ludwig Anton Wagner und dessen evangelischer Ehefrau Henriette Luise Wagner, geborene Gravenhorst, in Straßburg geboren. Wilhelm Wagner widmete sich nach abgelegtem Abitur einem Studium an der Universität Straßburg sowie an der Rheinischen Friedrich-Wilhelms-Universität Bonn, das er 1908 mit dem Erwerb des akademischen Grades eines Dr. rer. nat. abschloss. Während seines Studiums wurde er 1906 Mitglied der Schwarzburgbund-Verbindung Burschenschaft Rheno-Germania Bonn. Er bekleidete in der Folge ab 1909 eine Assistenzstelle an der Geologischen Landesanstalt von Elsaß-Lothringen, 1917 erfolgte seine Bestellung zum Landesgeologen. 1922 übernahm er die Stelle des Landesgeologen in Hessen, 1924 habilitierte er sich an der Technischen Universität Darmstadt für Geologie.
Dort wurde ihm 1934 in der Nachfolge von Alexander Steuer der Lehrstuhl für Geologie und technische Gesteinskunde übertragen, den er bis zu seiner Emeritierung 1954 ausfüllte. Gleichzeitig fungierte er auch als Direktor der geologisch-mineralogischen Abteilung des Hessischen Landesmuseums.
Wagner war in seiner Darmstädter Zeit zeitweise Mitglied des Nationalsozialistischen Deutschen Dozentenbundes (NSDDB).

## Schriften
- Geologische Beschreibung der Umgebung von Fladungen vor der Rhön, Dissertation, Königliche Geologische Landesanstalt, 1910
- Die Lagerungsverhältnisse am Westufer des Mainzer Beckens bei Kreuznach und die Kochsalzquellen von Bad Kreuznach und Bad Münster am Stein, Darmstadt, 1924
- Mit Ernst Kraus: Elsass, Gebrüder Borntraeger, Berlin, 1924
- Bodenkarte der Hessischen Weinbaugebiete : [Mit 1 Nebenkarte], Zaberndruck-Verlag, Ph. von Zabern, Mainz, 1928
- Der Radiumgehalt und die Radioaktivität der Mineralquellen der Nahetalbäder Bad Kreuznach und Bad Münster am Stein, 1938